# Willy Soenen
Willy Soenen (Menen, 10 augustus 1937) is een Belgisch componist, dirigent, muziekpedagoog en trompettist.

## Levensloop
Soenen kreeg via zijn vader, die amateur-muzikant en dirigent was, belangstelling voor de muziek. Op 8-jarige leeftijd speelde hij in het harmonieorkest van zijn vader de trompet. Soenen studeerde trompet aan het Stedelijk Conservatorium van Kortrijk en later aan het Koninklijk Conservatorium te Gent. Hij behaalde eerste prijzen voor notenleer bij Julien Mestdagh (1957), muziekgeschiedenis bij Marcel Boereboom (1958), transpositie bij Gaston Hespel (1959), trompet bij Edgard Dewulf (1959), kamermuziek bij Arie Van de Moortel (1959), harmonieleer bij Jeanne Vignery (1962), contrapunt bij Gery Bruneel (1980) en fuga bij Julien Mestdagh (1981) alsook compositie bij Roland Coryn (1987).
Hij was van 1959 tot 1961 solotrompettist van De Philharmonie in Antwerpen en leraar trompet aan de muziekacademie van Roeselare en Menen. Verder was hij docent voor harmonieleer aan het Koninklijk Conservatorium te Gent. Op 1 september 1981 werd hij directeur aan de muziekacademie te Tielt.
Als dirigent was hij werkzaam voor het Harmonieorkest "Onder Ons", Wervik en het Harmonieorkest "Eigen Schoon", Wevelgem. Verder was hij oprichter en dirigent van het koperensemble "Arban" (1961-1966). Als trompettist werkte hij in het Modern Brass-Quintet mee.
Als componist schreef hij werken voor orkest, concerten, harmonie- en fanfareorkesten en kamermuziek. Soenen behaalde compositieprijzen in binnen- en buitenland.
Zonen Geert Soenen (trompet) en Henk Soenen (klarinet) traden in zijn voetsporen als succesvolle beroepsmuzikanten/dirigenten/leraren.

## Composities

### Werken voor orkest
- 1985 Capriccio
- 1988 Festivalsuite, voor trompet en orkest
- 1992 Suite, voor kamerorkest
- 1993 Concertino voor Geert, voor piano en orkest
- 1993 Concertino voor Henk, voor klarinet en orkest
- 1995 Concertimento, voor piano en orkest
- 1996 Variazioni
- 1999 Concerto, voor klarinet en orkest
- 2002 Epiloog
- 2004 Hymne
- 2005 P. & C. 2005

### Werken voor harmonie- en fanfareorkest en brassband
- 1959 Arban mars
- 1959 Elegie - in memoriam Herbé Soenen
- 1977 Introductie KBB, voor brassband
- 1977 Opus Symphoniacum, voor harmonieorkest
- 1978 Symfonie, voor harmonieorkest (verplicht werk in de superieure afdeling tijdens het West-Vlaams muziektornooi 1988)
- 1979 De beangstigende voorspelling van Inga Thorsson, voor harmonieorkest (2e prijs bij de Hilvarenbeekse Muziekprijs, 1979)
- 1981 Festivalmars
- 1983 Europafeestmars
- 1990 In memoriam Marc Leplae, voor harmonieorkest
- 1990 Concertino voor Geert, voor piano en harmonieorkest
- 1990 Concertstuk, voor brassband
- 1992 Concertino voor Henk, voor klarinet en harmonieorkest
- 1993 Bagatel
- 1994 Out and out
- 1995 Sight-seeing
- 1995 Variazioni, voor harmonieorkest
- 1996 Pezzo per fanfara, voor fanfareorkest
- 1997 Suite Française, voor harmonieorkest
- 1997 Hymne, voor harmonieorkest
- 1997 Tango and tarantella, voor klarinet en harmonieorkest
- 1998 Simple Variations, voor harmonieorkest
- 1999 Concerto, voor harmonieorkest
- 2000 Dia y noche, voor harmonieorkest
- 2003 Rapsodie, voor harmonieorkest
- 2004 Serenade, voor fanfareorkest
- 2004 Concertino for Eddy, voor klarinet en harmonieorkest
- Festival

### Werken voor klarinettenkoor
- 1993 Bagatel
- 1994 A Fleming in Chicago
- 1996 Suite Française
- 1997 Out and out
- 1997 Hymne
- 1999 Dia y noche
- 2000 Variations on a theme by one of Guido’s friends, voor solo klarinet en klarinettenkoor
- 2003 Clapriccio
- 2005 P. & C. 2005

### Werken voor saxofoonkoor
- 1993 Bagatel

### Missen
- 2000 Missa simplex, voor gemengd koor en orgel

### Cantates
- Olivier De Neckere alias Le Daim, cantate - tekst: A. Rodenbach

### Toneelwerken
- 1989 Het jongetje met het hocus-pocuswoord, voor acteurs, kinderkoor, gemengd koor en orkest (of: harmonieorkest) - tekst: André Velghe

### Werken voor koren
- 1960 rev.2000 Er is een roos ontsprongen, voor gemengd koor
- 1989 Amfora, voor gemengd koor - tekst: gedicht van Herman Vanderplaetse
- 1995 Enigma, voor gemengd koor - tekst: gedicht van Herman Vanderplaetse
- 2000 Wintermuggen, voor gemengd koor - tekst: gedicht van Guido Gezelle
- 2002 Paroles op vijf gedichten van Jacques Prévert, voor gemengd koor, slagwerk en strijkers

### Vocale muziek
- 1986 Vier West-Vlaamse dichters - Joost Vanbrussel, Philippe Vancraeynest, Herman Vanderplaetse en Guido Arbeid, voor sopraan, cello, contrabas, klavecimbel en piano
- 1989 De plokstoel - op een gedicht van Herman Vanderplaetse, voor sopraan (of: tenor), klarinet en piano
- 2004 Vijf liederen op gedichten van Herman Vanderplaetse, voor bariton en piano
- 2005 Berceuse nr. 2 op een gedicht van Paul van Ostaijen, voor sopraan en piano

### Kamermuziek
- 1976 Humoresque, voor koperkwintet
- 1985 Trio, voor klarinet, trompet en piano
- 1985 Eruptio, voor cello en piano
- 1988 Strijkkwartet “La Vita”
- 1990 Divertimento, voor klarinet en piano
- 1990 10 Giocchi piccoli, voor dwarsfluit, hobo, contrabas en piano
- 1993 Intrada, voor koperkwintet

### Werken voor piano
- 1990 Sonate